# 1526 en science
| Années de la science : 1523 - 1524 - 1525 - 1526 - 1527 - 1528 - 1529    |
| Décennies de la science : 1490 - 1500 - 1510 - 1520 - 1530 - 1540 - 1550 |

Cet article présente les faits marquants de l'année 1526 en science.

## Événements
- 3 avril : Sébastien Cabot, avec une flotte de quatre navires (trois nefs et une caravelle) et environ deux-cent marins, part de Sanlúcar de Barrameda pour une mission d'exploration vers le Pacifique par le détroit de Magellan, à la recherche d'une route vers les Moluques, la Chine et le Japon ; il atteint les côtes du Brésil le 3 juin, puis sans tenir compte de ses instructions, explore le Río de la Plata où il fonde le fort de Sancti Spíritus le 9 juin 1527[1].

- Classification du zinc comme métal par Paracelse[2].

## Publications
- The Grete Herball, premier herbier artificiel illustré publié en anglais chez Peter Treveris, traduction du Grant Herbier en françoys[3].

## Naissances

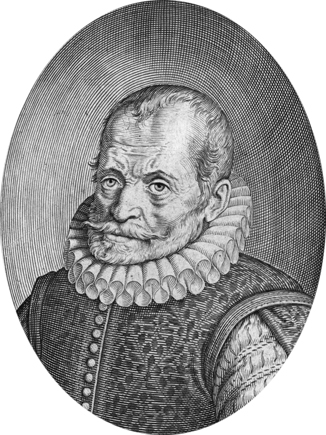
Charles de L'Écluse

- 19 février : Charles de L'Écluse (mort en 1609), médecin et botaniste flamand.

- Raphaël Bombelli (mort en 1572), mathématicien italien.
- Adam de Craponne (mort en 1576), gentilhomme et ingénieur français.
- Giovan Vettorio Soderini (mort en 1596), agronome florentin.
- Taqi al-Din (mort en 1585), scientifique arabe.

## Décès
- 4 août : Juan Sebastián Elcano (né en 1486 ou 1487), explorateur et marin espagnol.
- 18 octobre : Lucas Vázquez de Ayllón (né vers 1475), explorateur espagnol.
- 5 novembre : Scipione del Ferro (né en 1465), mathématicien italien.